# Pfaffenhofen (Württemberg)
Pfaffenhofen település Németországban, azon belül Baden-Württembergben. Lakosainak száma 2569 fő (2023. december 31.). Pfaffenhofen Sachsenheim, Güglingen, Zaberfeld és Eppingen községekkel határos.

## Népesség
A település népessége az elmúlt években az alábbi módon változott:
| Lakosok száma | 1926 | 2401 | 2424 | 2424 | 2503 | 2569 |
|               | 1975 | 2017 | 2019 | 2021 | 2022 | 2023 |